# Robert Grant Aitken
Robert Grant Aitken, ameriški astronom, * 31. december 1864, Jackson, Kalifornija, ZDA, † 29. oktober 1951, Berkeley, Kalifornija.

## Življenje in delo
Aitken je deloval na Observatoriju Lick v Kaliforniji. Raziskoval je dvojne zvezde in jih odkril preko 3000. Leta 1932 je izdal velik katalog dvozvezdij. Predlagal je, da sta zvezdi z magnitudo 9m še dvojni, če sta ločeni pod 10".

## Priznanja

### Nagrade
Leta 1926 je prejel medaljo Bruceove Tihomorskega astronomskega društva, leta 1932 pa zlato medaljo Kraljeve astronomske družbe.

### Poimenovanja
Po njem se imenuje asteroid glavnega asteroidnega pasu 3070 Aitken in udarni krater Aitken na Luni.